# Paul Murry
Paul Murry (* 25. November 1911 in Stanberry, Missouri; † 4. August 1989 in Palmdale, Kalifornien) war ein US-amerikanischer Comic- und Trickfilmzeichner. Bekannt wurde er vor allem durch Arbeiten für Disney, die sich größtenteils mit Micky Maus befassten.

## Biografie
Paul Murry wurde am 25. November 1911 in Stanberry, Missouri, geboren. Bis zu seinem 26. Lebensjahr arbeitete er als Farmer. Danach war er für ein knappes Jahr in der Werbeabteilung einer Druckerei in St. Joseph tätig, nachdem der Inhaber der Firma eine Zeichnung von ihm gesehen hatte, mit der er die Antwort zu einem Preisausschreiben verziert hatte. Ende 1937 bewarb er sich auf eine Anzeige bei den Walt-Disney-Studios als Trickfilmzeichner. Nachdem er einige Probezeichnungen angefertigt hatte, wurde er Anfang Juni 1938 in den Studios aufgenommen. Dort wirkte er unter Fred Moore an mehreren Kurzfilmen mit Micky Maus sowie u. a. an den Langfilmen Dumbo und Pinocchio mit.
Anfang 1943 wurde Bob Grant, der zu der Zeit Comicstrips für die Sonntagsseiten zeichnete, zum Militärdienst eingezogen. An seiner Stelle übernahm Murry den Strip, der zunächst José Carioca und später Panchito Pistoles zum Helden hatte. Parallel hierzu unterstützte Murry 1944 Floyd Gottfredson bei den Zeichnungen der Micky-Maus-Tagesstreifen. Unter anderem war Murry an der Geschichte The House of Mystery beteiligt. 1945 und 1946 zeichnete er schließlich einige Sonntagsseiten mit Hansi Hase.
Von 1946 bis 1949 war Murry wieder als Farmer tätig. Dann kehrte er kurzfristig zu den Walt-Disney-Studios zurück. Anfang 1950 erschienen seine ersten Stories mit Donald Duck in Dells Walt Disney´s Comics and Stories. Seine erste Story mit Micky Maus erschien im Juli 1950 in Vacation Parade 1. Parallel dazu zeichnete Murry Cartoons für Witzblätter wie Gags, Pepper und Charley Jones´ Laugh Book Magazine. Im Anschluss hieran versuchte sich der Künstler zusammen mit dem Texter Dick Huemer an einem eigenen Zeitungsstrip. Der Strip mit dem Titel Buck O'Rue wurde von Januar 1951 bis Dezember 1952 veröffentlicht.
1953 begann Murry eine langjährige fruchtbare Zusammenarbeit mit dem Texter Carl Fallberg. Herausragend sind hier insbesondere ihre langen Geschichten mit Micky Maus, die in den Heftserien Walt Disney´s Comics and Stories und Mickey Mouse veröffentlicht wurden. Die Geschichten in Walt Disney´s Comics and Stories wurden als Mehrteiler auf meist drei Hefte verteilt. Diese Aufteilung in mehrere Teile wurde auch in der deutschen Fassung beibehalten. Neben diesen langen Geschichten mit Micky Maus zeichnete Murry aber auch viele kürzere Geschichten mit nahezu allen Disney-Charakteren, wie zum Beispiel dem kleinen bösen Wolf. Ab 1959 zeichnete Murry außerdem ein paar Geschichten mit Woody Woodpecker.
Die 1960er Jahre waren für Murry insbesondere von drei Ereignissen geprägt. In dem Mehrteiler The Return of the Phantom Blot (Walt Disney's Comics and Stories 284 - 287) feierte  das Schwarze Phantom seine Rückkehr, das zuvor in den 1930er Jahren in den Zeitungsstrips die Leser zum Gruseln gebracht hatte. Parallel dazu startete Gold Key die Heftserie The Phantom Blot, deren insgesamt sieben Ausgaben alle von Murry gestaltet wurden. Murry war außerdem der zeichnerische Erfinder von  Supergoof. Diese Figur war so erfolgreich, dass die nach ihr benannte Heftreihe 20 Jahre lang veröffentlicht wurde.
Bemerkenswert ist schließlich die Zusammenarbeit Murrys mit Dan Spiegle für die dreiteilige Serie Mickey Mouse Super Secret Agent. Diese erschien in Mickey Mouse 107 - 109. Micky und Goofy arbeiten in dieser Serie als Geheimagenten. Sie agieren dabei in einer real gezeichneten Welt, umgeben von menschlich aussehenden Charakteren. Während Murry Micky und Goofy zeichnete, wurde der Rest von Spiegle gezeichnet. Die erste dieser drei Geschichten erschien erstmals auf Deutsch in Micky Maus Comics 32.
Die 1970er Jahre sahen den langsamen Niedergang von Disney-Comics in den USA. In den verschiedenen Heftreihen wurde immer weniger neues Material abgedruckt. Stattdessen wurde auf Reprints zurückgegriffen. Dennoch entstanden sporadisch auch neue Geschichten, darunter auch solche von Murry. Die letzte Micky-Maus-Geschichte von Murry für die Heftreihe Mickey Mouse erschien 1980 und für die Heftreihe Walt Disney's Comics and Stories 1982. Seine letzten Lebensjahre verbrachte Murry mit "music, natural history, farming and sometimes just plain doing nothing". Er starb am 4. August 1989 in Palmdale, Kalifornien.

## Stil
Murry war bekannt für seine langen Micky-Maus-Storys und prägte diese Figur neben Floyd Gottfredson mit Abstand am meisten. Bekannt war er außerdem dafür, eine Vielzahl unterschiedlichster Charaktere perfekt zeichnen zu können, wie kaum ein anderer.
Die Figur Micky Maus zeichnete er von zwei Seiten. Einmal, im WDC, als mutiger, allzeit bereiter Abenteurer, und auf der anderen Seite im Micky-Maus-Magazin hilflos, verwirrt und etwas vertrottelt. Besonders gerne ließ er auch Pluto auftreten, der in Abenteuercomics nicht von der Seite seines Herrchens wich und in entscheidenden Situationen eingriff. Ebenso Goofy, der beste Freund des Mäuserichs, der nach und nach immer tollpatschiger wurde. Gerade ihn prägte Murry besonders, da er ihn in unvergleichlicher Art sich verrenken und -biegen ließ.
Bekannt war der Künstler auch für seine ausladenden, detaillierten Hintergründe und seine sorgfältige Arbeitsweise. Seine Zeichnungen sind eher rau.

## Paul Murrys Mehrteiler fürWalt Disney's Comics and Stories
Die folgende Liste enthält die Mehrteiler, die Paul Murry meist gemeinsam mit Carl Fallberg für Walt Disney's Comics and Stories (im Folgenden: WDC) gestaltete. Sie wurden von 1953 bis 1973 in WDC abgedruckt.
- The Last Resort (in WDC 152 - 154)

auf Deutsch unter dem Titel Der friedliche Ferienort in MM 28/1957 - 2/1958 und in MM 17 - 19/1984
- The Lens Hunters (in WDC 158 - 160)

auf Deutsch unter dem Titel Filmexpedition in Afrika in MM 43 - 45/1958
- The Case of the Vanishing Bandit (in WDC 161 - 163)

auf Deutsch unter dem Titel Schatten über Zirkus Zacharias in MM 12 - 14/1967 und in Micky Maus Comics 13 (2013)
- The Mysterious Crystal Ball (in WDC 164 - 166)

auf Deutsch unter dem Titel Der Blick in die Zukunft in MM 23 - 25/1995
- The Lost Legion (in WDC 167 - 169)

auf Deutsch unter dem Titel Die Falle in MM 40 - 42/1967
- The Magic Rope (in WDC  170 - 172)

auf Deutsch unter dem Titel Das indische Zauberseil in MM 5 - 7/1959
- Ridin' the Rails (in WDC 173 - 175)

auf Deutsch unter dem Titel Die tapferen Eisenbahner in MM 38 - 40/1960 und in MM 23 - 25/1980
- The Lost City (in WDC 176 - 178)

auf Deutsch unter dem Titel Der liebe Bandit und der böse Bandit in MM 35 - 37/1967
- Yesterday Ranch (in WDC 179 - 181)

auf Deutsch unter dem Titel Die Ranch "Zur guten alten Zeit" in MM 16 - 18/1958
- The Marvelous Magnet (in WDC 182 - 184)

auf Deutsch unter dem Titel Der Negativmagnet in MM 17 - 19/1959 und unter dem Titel Der Anti-Magnet in MM 25 - 27/1977
- The Vanishing Railroad (in WDC 185 - 187)

auf Deutsch unter dem Titel Die verschwundene Eisenbahn in MM 17 - 19/1957 und in MM 45 - 47/1988
- The Case of the Hungry Ghost (in WDC 188 - 190)

auf Deutsch unter dem Titel Das hungrige Gespenst in MM 17 - 19/1973
- The Pirates of Tabasco Bay (in WDC 191 - 193)

auf Deutsch unter dem Titel Die Piraten von Tobasco in MM 14 - 16/1959 und unter dem Titel Die Piraten von Tabasco in MM 6 - 8/1978 und in MM 10 - 12/1990
- The Great Stamp Hunt (in WDC 194 - 196)

auf Deutsch unter dem Titel Die Jagd nach dem rotbraunen Einser in MM 12 - 14/1961, MM 34 - 36/1982 und in MM 28 - 30/1999
- The Legend of Loon Lake (197 - 199)

auf Deutsch unter dem Titel Kein Schatz am Elchsee in MM 26 - 28/1968
- The Phantom Fires (in WDC 200 - 202)

auf Deutsch unter dem Titel Brandstiftung in Golden City in MM 18 - 20/1967
- The Crystal Ball Quest (in WDC 203, 204)

auf Deutsch unter dem Titel Die Hellsehkugel in MM 35 und 36/1958
- The Sunken City (in WDC 205 - 207)

auf Deutsch unter dem Titel Die versunkene Stadt in MM 4 - 6/1968 und in MM 15 - 17/1989
- The Mystery of Lonely Valley (in WDC 208 - 210)

auf Deutsch unter dem Titel Das Geheimnis von Omas Ferienranch in MM 8 - 10/1959
- The Castaways of Whale Bay (in WDC 211 - 213)

auf Deutsch unter dem Titel Der Schatz in der Walfischbai in MM 36 - 38/1959 und in MM 17 - 19/1978
- The Idol of Moaning Island (in WDC 214 - 216)

auf Deutsch unter dem Titel Die Seufzerinsel in MM 46 - 48/1960 und in MM 52/1984 - 2/1985
- The Threat of the Stone-Eaters (in WDC 217 - 219)

auf Deutsch unter dem Titel Die Expedition in die Anden in MM 42 - 44/1959
- The Monster of Sawtooth Mountain (in WDC 220 - 222)

auf Deutsch unter dem Titel Das Schneegespenst in den Rocky Mountains in MM 2 - 4/1960 und in MM 50 - 52/1981
- Alaskan Adventure (in WDC 223 - 225)

auf Deutsch unter dem Titel Abenteuer in Alaska in MM 10 - 12/1960 und in MM 43 - 45/1977
- The Fantastic Fog (in WDC 226 - 228)

auf Deutsch unter dem Titel Der Nebelgenerator in MM 34 - 36/1960 und in MM 18 - 20/1979
- The Bar None Ranch (in WDC 229 - 233); Remake von Gottfredsons gleichnamiger Geschichte[16]

auf Deutsch unter dem Titel Kater Karlo schlägt zu in MM 44 - 48/1962
- Pineapple Poachers (in WDC 234 - 236)

auf Deutsch unter dem Titel Die Ananasräuber in MM 21 - 23/1967
- An Education for Thursday (in WDC 237 - 241); Remake von Gottfredsons gleichnamiger Geschichte[17]

auf Deutsch unter dem Titel Mickys Gast aus Afrika in MM 41 - 45/1961
- Mickey's Strange Mission (in WDC 243 - 245)

auf Deutsch unter dem Titel Eine schwierige Aufgabe in MM 20 - 22/1968
- The Moon-Blot Plot (in WDC 246 - 248)

auf Deutsch unter dem Titel Attentat auf dem Mond in MM 26 - 28/1962
- The Golden Touch (in WDC 249 - 251)

auf Deutsch unter dem Titel Der Stein der Weisen in MM 32 - 34/1962
- The Great Giveaway Mystery (in WDC 252 - 254)

auf Deutsch unter dem Titel Die große Schenk-Welle in MM 38 - 40/1962
- The Mystery of Misery Mesa (in WDC 255 - 257)

auf Deutsch unter dem Titel Das Geheimnis von Misery Mesa  in MM 2 - 4/1963
- The Missing Merchantman (in WDC 258 - 260)

auf Deutsch unter dem Titel Das verschollene Schiff in MM 8 - 10/1963
- The Incredible Box Top Plot (in WDC 261 - 263)

auf Deutsch unter dem Titel Das Geheimnis des Schachteldeckels in MM 30 - 32/1963
- The Treasure of El Dorado (in WDC 264 - 266)

auf Deutsch unter dem Titel Der Schatz des El Dorado in MM 53/1966 - 2/1967 und in MM 22 - 24/1981
- The Secret of the Ancient Incas (in WDC 274 - 276)

auf Deutsch unter dem Titel Das Geheimnis der alten Inkas in MM 5 - 7/1965 und in MM 29 - 31/1983
- Undercover Mountie (in WDC 277 - 279)

auf Deutsch unter dem Titel Die Scharlachroten Reiter in MM 46 - 48/1965 und in MM 27 - 29/1984
- The Return of the Phantom Blot (in WDC 284 - 287)

auf Deutsch unter dem Titel Das falsche Phantom in MM 30 - 33/1965 und in MM 17 - 20/1983
- The Phantom Ship (in WDC 290 - 292)

auf Deutsch unter dem Titel Das Geisterschiff in MM 29 - 31/1966 und in MM 39 - 41/1985
- Trapped on Wreckers Reef (in WDC 296 - 298)

auf Deutsch unter dem Titel Die Super-Puste als Beilage zu MM 37 - 42/1966
- The Treasure of Oomba Loomba (in WDC 313 - 316)

auf Deutsch unter dem Titel Der Schatz von Umba Lumba in MM 46 - 49/1968
- The Red Wasp Mystery (in WDC 317 - 319)

auf Deutsch unter dem Titel Die Maske des Superhelden in MM 46 - 48/1998
- Lair of the Zoomby (in WDC 320 - 322)

auf Deutsch unter dem Titel Der schwarze Geier in MM 36 - 38/1968
- Trapped in Time (in WDC 323 - 326)

auf Deutsch unter dem Titel Verirrt in Raum und Zeit in MM 29 - 32/1968
- The Case of the Dazzling Hoo-Doo (in WDC 330 - 332)

auf Deutsch unter dem Titel Moderner Hudu-Zauber in MM 37 - 39/1969 und in MM 1 - 3/1990
- Peril at Panther Pass (in WDC 333 - 335)

auf Deutsch unter dem Titel Treffpunkt Pantherpass in MM 27 - 29/1969
- The River Pirates (in WDC 336 - 338)

auf Deutsch unter dem Titel Die Flußpiraten vom Ohio in MM 47 - 49/1969
- The Strange Case of Professor Zero (in WDC 339 - 341)

auf Deutsch unter dem Titel Der seltsame Fall des Professor Null in MM 5 - 7/1970
- The Secret of Shipnappers' Cove (in WDC 342 - 344)

auf Deutsch unter dem Titel Die Jagd nach der grünen Teekanne in MM 15 - 17/1970 und in MM 28 - 30/1992
- The Sinking City (in WDC 345 - 347)

auf Deutsch unter dem Titel Die sinkende Stadt in MM 33 - 35/1970
- The Sorcerer of Donnybrook Castle (in WDC 351 - 353)

auf Deutsch unter dem Titel Der Zauberer von Burg Zundelstein in MM 50 - 52/1970 und in MM 13 - 15/1992
- Chief Bigfoot and the Ghost Warriors (in WDC 354 - 356)

auf Deutsch unter dem Titel Die Geisterreiter in MM 10 - 12/1971 und unter dem Titel Die Geisterreiter vom Geierberg in MM 25 - 27/1993
- Journey to No-No Land (in WDC 357 - 359)

auf Deutsch unter dem Titel Die Reise nach No-istan in MM 19 - 21/1971 und in 8 - 10/1994
- The Sign of the Scorpion (in WDC 360 - 362)

auf Deutsch unter dem Titel Das Zeichen des Skorpions in MM 6 - 8/1972
- The Mystery of the Counterfeit Masters (in WDC 363 - 365)

auf Deutsch unter dem Titel Bildfälscher am Werk in MM 49 - 51/1971
- Kingdom in the Clouds (in WDC 366 - 368)

auf Deutsch unter dem Titel Das Königreich in den Wolken in MM 20 - 22/1972
- The Viking Stone Mystery (in WDC 370 - 372)

auf Deutsch unter dem Titel Der Schatz von Gunnar Gabelbart in MM 40 - 42/1973
- The Pirates of Port Placid (in WDC 374 - 376)

auf Deutsch unter dem Titel Abenteuer auf See in MM 12 - 14/1974 und unter dem Titel Abenteuer in der Karibik in MM 18 - 20/1994
- The Golden Helmet (in WDC 377 - 379)

auf Deutsch unter dem Titel Der Wikinger-Helm in MM 17 - 19/1974 und in MM 23 - 25/1991
- Message in a Nutshell (in WDC 380 - 382)

auf Deutsch unter dem Titel Die Botschaft in der Nuß in MM 5 - 7/1974
- The Mystery Monster from Smoggy Bog (in WDC 383 - 385)

auf Deutsch unter dem Titel Das Ungeheuer vom Unkenmoor in MM 12 - 14/1975 und in MM 42 - 44/1991
- The Old Pirate's Mansion (in WDC 386 - 388)

auf Deutsch unter dem Titel Das Piratennest in MM 22 - 24/1975
- The Case of the Talking Tooth (in WDC 389 - 391)

auf Deutsch unter dem Titel Die Plauder-Plombe in MM 1 - 3/1975 und in MM 33 - 35/1991
- Flight of the Dragon (in WDC 392 - 394)

auf Deutsch unter dem Titel Die Dracheninvasion in Donald Duck (Taschenbuch) 195 (ummontiert)